# Chamaedorea liebmannii
Chamaedorea liebmannii är en enhjärtbladig växtart som beskrevs av Carl Friedrich Philipp von Martius. Chamaedorea liebmannii ingår i släktet Chamaedorea och familjen Arecaceae. Inga underarter finns listade i Catalogue of Life.